# Lancetes marginatus
Lancetes marginatus är en skalbaggsart som först beskrevs av Steinheil 1869.  Lancetes marginatus ingår i släktet Lancetes och familjen dykare. Inga underarter finns listade i Catalogue of Life.